# Best of Régi Gép
A Best of Régi Gép a Pokolgép zenekar 1995-ben megjelent válogatáslemeze. Az album anyaga a zenekar legsikeresebb, 1986 és 1990 közötti korszakának legjobb dalaiból lett összeállítva.

## Az album dalai
1. A jel - 3:30
2. A tűz - 2:56
3. Bon Scott emlékére - 4:10
4. Mennyit érsz? - 3:53
5. Mindhalálig rock 'n' roll - 3:25
6. Tökfej - 4:18
7. Ítélet helyett - 4:26
8. Vallomás - 2:53
9. Éjféli harang - 5:07
10. Pokoli színjáték - 4:35
11. Újra születnék - 3:41
12. A háború gyermeke - 4:40
13. Gép - Induló - 4:30
14. Tépett madár - 4:24
15. Itt és most - 5:10
16. Kár minden szó - 4:55
17. Az a szép, az a szép.. - 1:04

## Közreműködők
- Kalapács József - ének
- Kukovecz Gábor - gitár
- Nagyfi László - gitár
- Pazdera György - basszusgitár
- Tarca László - dob